# رؤیاهای دیروز
رؤیاهای دیروز (انگلیسی: Yesterday's Dreams) یک مجموعهٔ تلویزیونی بریتانیایی عاشقانه و درام است که در سال ۱۹۸۷ منتشر شد. از بازیگران آن می‌توان به پل فریمن، پاتریک تراتون و هیو فریزر اشاره کرد.